# Antonín Liehmann
Antonín Liehmann (1. listopadu 1808 Tubož – 22. ledna 1879 Zlonice) byl učitel, varhaník a hudební skladatel ze Zlonic. Zde v letech 1853/1854-1856 učil čtrnáctiletého hudebního skladatele Antonína Dvořáka hudební teorii, hrát na housle, klavír a varhany, než odešel na Varhanickou školu v Praze.

## Životopis
Na základní školu chodil ve Vepřeku, v roce 1825 absolvoval učitelský kurs v Mladé Boleslavi. Od svého staršího bratra Václava Liehmanna se naučil hře na housle, klarinet, lesní roh, klavír a varhany. Učil na Šluknovsku a od roku 1832 ve Zlonicích jako pomocný učitel. Ve Zlonicích získal místo varhaníka v barokním kostele Nanebevzetí Panny Marie a měl vlastní kapelu. Jako skladatel byl autorem smutečních pochodů, tanečních skladeb, pastorální mše.
Zemřel 22. ledna 1879 ve Zlonicích ve věku 70 let. 
Jeho syn Rudolf Liehmann (litevsky Rudolfas Lymanas) se následně stal ředitelem hudební a varhanické školy v litevském městě Rokiškis, kde působil až do své smrti roku 1904.

## Muzeum
Barokní špitál na jižním okraji Zlonic byl v roce 1954 péčí Vlastivědného kroužku Zlonicka zrekonstruován a přeměněn na Památník Antonína Dvořáka ve Zlonicích, s předměty od syna skladatele Ing. Otakara Dvořáka, ve Varhaníkovně je expozice věnovaná učiteli Antonínu Liehmannovi.

## Galerie

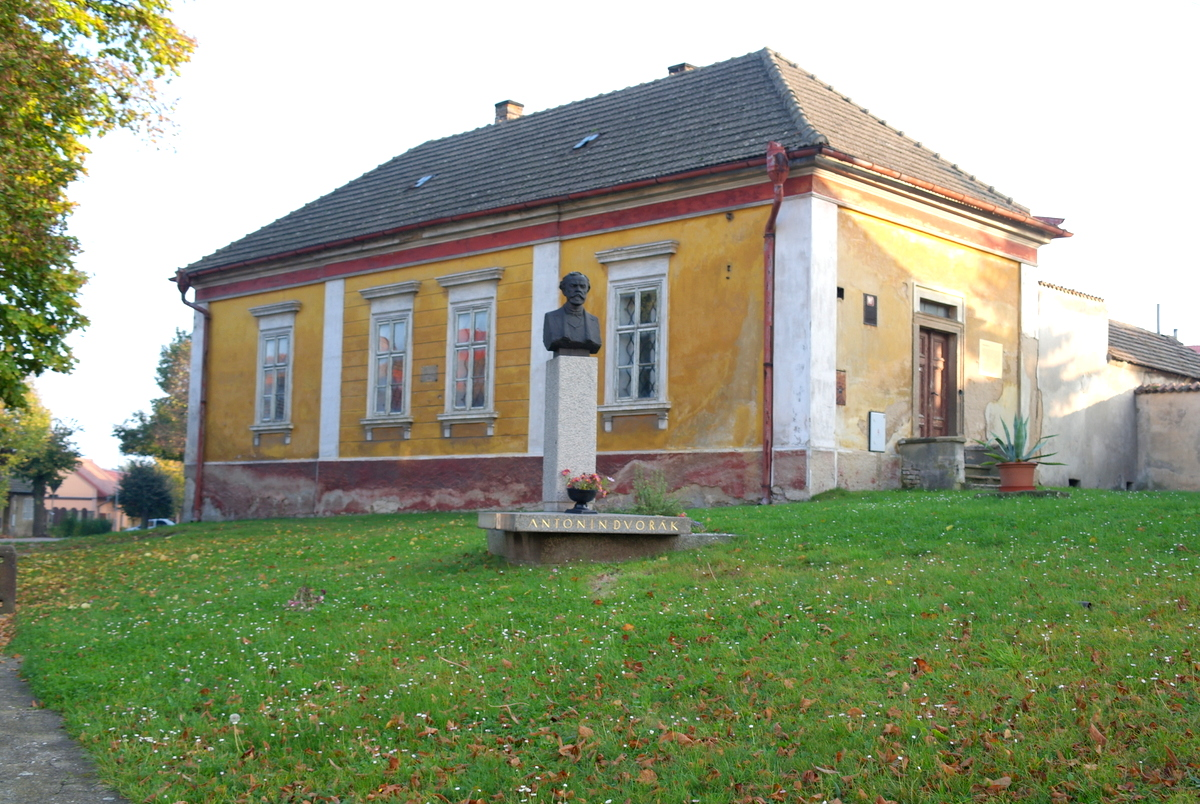
Budova varhaníkovny ve Zlonicích
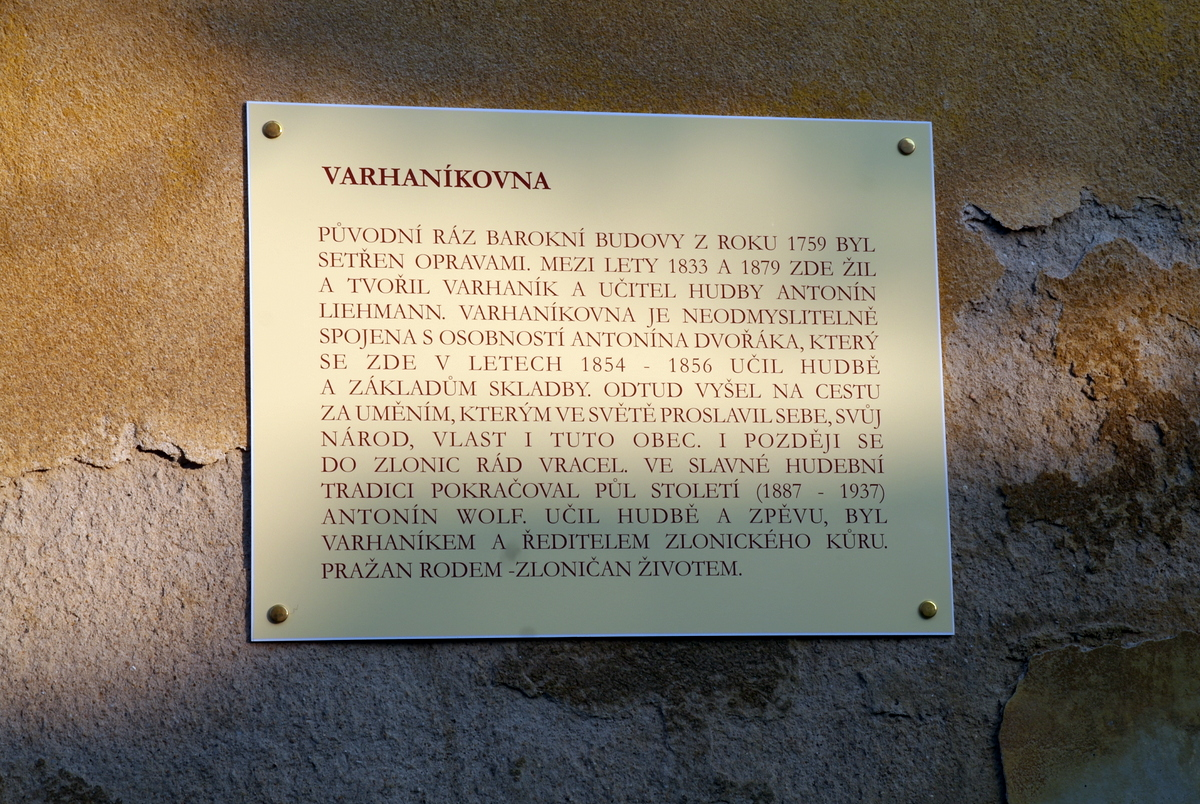
Pamětní deska na budově varhaníkovny
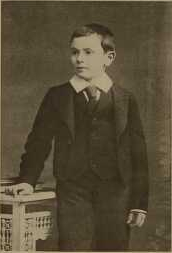
Antonín Dvořák v chlapeckých letech

### CD
- Antonín Liehmann, Antonín Dvořák, Josef Suk – Tři české mše / Three Czech Masses